# 青木秀尚
青木 秀尚（あおき ひでなお、1996年8月7日 - ）は、ミヤギテレビのアナウンサー。
同期に中西涼、福盛田悠がいる。

## 人物
- 生年月日：1996年8月7日
- 入社年度：2019年
- 出生地：宮城県仙台市
- 出身高校：宮城県仙台第一高等学校
- 出身大学：東北大学経済学部
- 趣味：ゴルフ、いろんな所へ出かけること、ビールを飲むこと
- 特技：野球、たくさん寝られること
- 資格：ニュース検定2級、防災士
- 好きな食べ物：たこ焼きとオムライス
- 長所：よく寝られること
- 短所：朝弱いこと
- 好きなスポーツ選手：吉田優利
- 好きなテレビ番組：ミヤテレスタジアム、スポーツ中継、探偵!ナイトスクープ

## 担当番組
- ミヤテレスタジアム - MC
- OH!バンデス - 移動中継、がんばろう!宮城 繋ぐ
- ミヤギnews every. - 情熱Labo
- スポーツ中継

## エピソード・実績
- 高校、大学を通じて硬式野球部に所属[1]。セカンドを守っていた。一度守ってみたいポジションはピッチャーだった。ホームランも高校時代に1本打ったことがある。
- アナウンサーを志したのは2013年の東北楽天ゴールデンイーグルスが日本一に輝いたことから。
- 大学在学中アルバイトの傍らtbcアナウンサーコミュニケーションスクールに通っていた[2]。
- 放送局だけでも50社にエントリーシートを送り就職活動中は東京方面の深夜バスを毎週利用していた。
- 初鳴きは令和元年の初日である2019年5月1日である。初めてのオンエアは仙台市内のかまぼこ店で「令和」の文字が入った大きなかまぼこをリポートした。
- 同年5月中旬に天気予報と定時ニュースを初体験。
- 2022年7月には『ミヤテレスタジアム』で代打MCを務め、同期入社の中西涼との2ショットが実現した。
- 2023年5月27日よりプロ野球実況デビュー。